# Romanow (Familienname)
Romanow, weibliche Form Romanowa, (auch transliteriert Romanov, weiblich Romanova) ist ein russischer Familienname.

## Bedeutung
Der Name ist eine Ableitung des Vornamens Roman.

## Verbreitung
Romanow liegt in der Liste der häufigsten Familiennamen Russlands auf Rang 44.

## Besonderes
Das Adelsgeschlecht Romanow war die zweite Dynastie, aus der die russischen Zaren hervorgingen.

## Namensträger

### A
- Alexander Romanow, Pseudonym von Achmed Abdullah (1881–1945), US-amerikanischer Drehbuchautor, Schriftsteller und Hochstapler angeblich russischer Abstammung
- Alexander Michailowitsch Romanow (1866–1933), russischer Großfürst und Admiral
- Alexander Stanislawowitsch Romanow (* 2000), russischer Eishockeyspieler
- Alexander Wladimirowitsch Romanow (* 1980), russischer Eishockeyspieler
- Alexandra Romanowa (Leichtathletin) (* 1990), kasachische Leichtathletin
- Alexandra Dewidowna Romanowa (* 1993), russische Tennisspielerin
- Alexandra Nikolajewna Romanowa (1825–1844), Tochter des russischen Zaren Nikolaus I.
- Alexandra Pawlowna Romanowa (1783–1801), Mitglied des Hauses Romanow
- Anastassija Romanowna Sacharjina (um 1523–1560), russische Zarin, Gemahlin von Zar Iwan IV.
- Anastassija Gennadijewna Romanowa, Geburtsname von Anastassija Gennadijewna Sagoruiko (* 1988), russische Biathletin
- Anastasia Michailowna Romanowa (1860–1922), durch Heirat Großherzogin zu Mecklenburg-Schwerin
- Anastasia Nikolajewna Romanowa (1901–1918), russische Tochter von Zar Nikolaus II.
- Anastassija Olegowna Romanowa (* 1991), russische Gewichtheberin
- Anastassija Sergejewna Romanowa (* 1993), russische Skirennläuferin
- Anna Romanowa (Leichtathletin) (* 1968), russische Kugelstoßerin
- Anna Romanowa (Politikerin) (* 1985), ukrainische Managerin und Politikerin
- Alexei Alexandrowitsch Romanow (1850–1908), russischer Großfürst, Sohn von Zar Alexander II.
- Alexei Nikolajewitsch Romanow (1904–1918), russischer Thronfolger, Kronprinz, Sohn des Zaren Nikolaus II.
- Andrei Romanow (* 1979), russischer Rennfahrer
- Andrei Romanow (* 1995), russisch-georgischer Eishockeyspieler
- Andrei Wladimirowitsch Romanow (1879–1956), Mitglied aus dem Hause Romanow-Holstein-Gottorp

### B
- Boris Iwanowitsch Romanow (1902–1950), sowjetisch-russischer Konteradmiral
- Boris Nikolajewitsch Romanow (1937–2014), russischer Radsportler
- Boris Wladimirowitsch Romanow (1877–1943), russischer Adliger; Mitglied aus dem Hause Romanow-Holstein-Gottorp

### D
- Dimitri Romanow (1926–2016), Mitglied des Hauses Romanow-Holstein-Gottorp, Bankier, Philanthrop und Schriftsteller
- Dmitri Konstantinowitsch Romanow (1860–1919), Mitglied des Hauses Romanow-Holstein-Gottorp
- Dmitri Pawlowitsch Romanow (1891–1942), Mitglied des Hauses Romanow-Holstein-Gottorp und Mitverschwörer der Ermordung Rasputins

### E
- Eleonora Alexejewna Romanowa (* 1998), russische rhythmische Sportgymnastin
- Elisabeth von Romanow-Bodnarovicz-Conte (1949–2022), österreichisch-italienische Schauspielerin und Schauspiellehrerin
- Elisabeth Michailowna Romanowa (1826–1845), russische Großfürstin und Herzogin von Nassau
- Eva Romanová (* 1946), tschechische Eiskunstläuferin

### F
- Fjodor Nikititsch Romanow (um 1553–1633), Patriarch von Moskau und Mitregent am Hof des russischen Zaren; siehe Philaret (Moskau)
- Fjodor Nikolajewitsch Romanow (1900–1966), sowjetisch-russischer Generalmajor

### G
- Galina Romanowa (1918–1944), russische Ärztin und Widerstandskämpferin
- Gawriil Konstantinowitsch Romanow (1887–1955), Mitglied des Hauses Romanow-Holstein-Gottorp
- Giana Alexandrowna Romanowa (* 1954), sowjetische Leichtathletin
- Georgi Alexandrowitsch Romanow (1871–1899), Großfürst von Russland
- Georgi Fjodorowitsch Romanow (* 1999), russischer Eishockeytorwart
- Georgi Konstantinowitsch Romanow (1903–1938), russischer Innenarchitekt
- Georgi Michailowitsch Romanow (1863–1919), Enkel von Zar Nikolaus I.
- Georgi Michailowitsch Romanow (1981) (* 1981), russischer Thronprätendent
- Grigori Wassiljewitsch Romanow (1923–2008), sowjetischer Politiker

### H
- Helena Pawlowna Romanowa (1784–1803), Mitglied des Hauses Romanow

### I
- Igor Konstantinowitsch Romanow (1894–1918), Mitglied des Hauses Romanow-Holstein-Gottorp
- Irina Alexandrowna Romanowa (1895–1970), Mitglied des Hauses Romanow-Holstein-Gottorp
- Iwan Konstantinowitsch Romanow (1886–1918), Mitglied des Hauses Romanow-Holstein-Gottorp
- Iwan Romanow (Bischof) (Ivan Romanov; 1878–1953), bulgarischer Bischof

### J
- Jana Sergejewna Romanowa (* 1983), russische Biathletin
- Jelena Nikolajewna Romanowa (1963–2007), russische Leichtathletin
- Jelena Wladimirowna Romanowa (1882–1957), Großherzogin russischer Herkunft
- Jewgeni Anatoljewitsch Romanow (* 1988), russischer Schachspieler
- Julija Michailowna Romanowa (* 1993), russische Skilangläuferin

### K
- Katharina Michailowna Romanowa (1827–1894), russische Großfürstin, Herzogin zu Mecklenburg
- Kira Kirillowna Romanowa (1909–1967), Mitglied des Hauses Romanow
- Konstantin Romanow (Eishockeyspieler) (* 1985), kasachisch-russischer Eishockeyspieler
- Konstantin Konstantinowitsch Romanow (1858–1915), russischer Adeliger, Dichter und Dramatiker
- Konstantin Konstantinowitsch Romanow (1891–1918), Mitglied des Hauses Romanow-Holstein-Gottorp
- Konstantin Nikolajewitsch Romanow (1827–1892), Sohn des russischen Zaren Nikolaus I. Pawlowitsch
- Konstantin Pawlowitsch Romanow (1779–1831), Großfürst und Zarewitsch von Russland
- Kristina Romanova (* 1994), russisches Model
- Kyrill Wladimirowitsch Romanow (1876–1938), Großfürst von Russland, Titular-Zar

### L
- Leonid Michailowitsch Romanow (* 1947), sowjetischer Fechter

### M
- Maria Michailowna Romanowa (1825–1846), russische Großfürstin und Mitglied des Hauses Romanow-Holstein-Gottorp
- Marija Alexandrowna Romanowa (1853–1920), Prinzessin von Großbritannien und Irland sowie Herzogin von Sachsen-Coburg und Gotha
- Marija Nikolajewna Romanowa (1819–1876), Tochter von Zar Nikolaus I. Pawlowitsch von Russland
- Marija Nikolajewna Romanowa (1899–1918), Tochter von Nikolaus II. von Russland
- Marija Pawlowna Romanowa (1786–1859), Großherzogin von Sachsen-Weimar-Eisenach
- Marija Pawlowna Romanowa (1890–1958), Prinzessin aus dem Hause Romanow-Holstein-Gottorp
- Marija Wladimirowna Romanowa (* 1953), Tochter von Wladimir Kirillowitsch Romanow
- Michael Nikolajewitsch Romanow (1832–1909), russischer Großfürst, Generalfeldmarschall und Staatsmann
- Michael Pawlowitsch Romanow (1798–1849), Mitglied des Hauses Romanow-Holstein-Gottorp
- Michail Alexandrowitsch Romanow (1878–1918), Großfürst von Russland
- Michail Fjodorowitsch Romanow (1596–1645), Zar von Russland, siehe Michael I. (Russland)
- Michail Michailowitsch Romanow (1861–1929), Mitglied des Hauses Romanow-Holstein-Gottorp

### N
- Nadejda Michailowna Romanowa (1896–1963), Mitglied aus dem Hause Romanow-Holstein-Gottorp, siehe Nadejda Mountbatten, Marchioness of Milford Haven
- Natalja Alexejewna Romanowa (1673–1716), Großfürstin von Russland, Tochter von Zar Alexei I. und Schwester von Zar Peter I.

- Nikolai Alexandrowitsch Romanow (1843–1865), russischer Zarewitsch
- Nikolai Alexandrowitsch Romanow (1868–1918), Zar des Russischen Reiches, siehe Nikolaus II. (Russland)
- Nikolai Iljitsch Romanow (1867–1948), russischer Kunsthistoriker und Museumsdirektor
- Nikolai Konstantinowitsch Romanow (1850–1918), Mitglied des Hauses Romanow-Holstein-Gottorp
- Nikolai Michailowitsch Romanow (1859–1919), russischer General, Historiker und Unternehmer
- Nikolai Nikolajewitsch Romanow (1831–1891), Großfürst von Russland, Sohn von Zar Nikolaus I.
- Nikolai Nikolajewitsch Romanow (1856–1929), russischer General und Großfürst
- Nikolai Romanowitsch Romanow (1922–2014), Mitglied des Hauses Romanow-Holstein-Gottorp
- Nina Georgijewna Romanowa (1901–1974), russische Adelige, Mitglied des Hauses Romanow-Holstein-Gottorp

### O
- Oleg Konstantinowitsch Romanow (1892–1914), Mitglied aus dem Hause Romanow-Holstein-Gottorp
- Olga Romanowa (Leichtathletin) (* 1980), russische Langstreckenläuferin
- Olga Alexandrowna Romanowa (1882–1960), russische Großfürstin
- Olga Jewgenjewna Romanowa (* 1966), russische Journalistin
- Olga Konstantinowna Romanowa (1851–1926), Frau von Georg I. von Griechenland
- Olga Nikolajewna Romanowa (1822–1892), russische Großfürstin, Königin von Württemberg
- Olga Nikolajewna Romanowa (1895–1918), Tochter von Zar Nikolaus II.

### P
- Panteleimon Sergejewitsch Romanow (1884–1938), russischer Schriftsteller
- Pawel Alexandrowitsch Romanow (1860–1919), russischer Großfürst aus dem Hause Romanow-Holstein-Gottorp
- Peter Nikolajewitsch Romanow (1864–1931), Großfürst von Russland

### R
- Roman Jewgenjewitsch Romanow (* 2003), russischer Fußballspieler
- Roman Nikolajewitsch Romanow (* 1981), russischer Fußballspieler
- Roman Petrowitsch Romanow (1896–1978), russischer Adeliger
- Roman Wladimirowitsch Romanow (* 1976), russisch-litauischer Manager
- Roy Romanow (* 1939), kanadischer Politiker

### S
- Sergei Alexandrowitsch Romanow (1857–1905), Mitglied des Hauses Romanow-Holstein-Gottorp, Generalgouverneur von Moskau und Mitglied des Staatsrats
- Sergei Michailowitsch Romanow (1869–1918), Mitglied des Hauses Romanow-Holstein-Gottorp
- Stanislaw Igorewitsch Romanow (* 1987), russischer Eishockeyspieler
- Stanislaw Nikolajewitsch Romanow (* 1971), russischer Eishockeyspieler
- Stephanie Romanov (* 1969), US-amerikanische Schauspielerin

### T
- Tatjana Konstantinowna Romanowa (1890–1979), Mitglied des Hauses Romanow
- Tatjana Nikolajewna Romanowa (1897–1918), Tochter von Zar Nikolaus II.

### V
- Vladimir Romanov (* 1964), russisch-deutscher Komponist
- Vladimir Romanov, Pseudonym von Luka Rocco Magnotta (* 1982), kanadischer Pornodarsteller

### W
- Walentina Petrowna Romanowa (1913–1999), sowjetische Schauspielerin
- Wera Konstantinowna Romanowa (1854–1912), Großfürstin von Russland
- Wera Konstantinowna Romanowa (1906–2001), Mitglied des Hauses Romanow
- Wiktor Jegorowitsch Romanow (* 1937), sowjetischer Radsportler
- Wiktor-Andrei Stanislawowitsch Borowik-Romanow (1920–1997), russischer Physiker
- Wladimir Alexandrowitsch Romanow (1847–1909), Sohn von Zar Alexander II.
- Wladimir Gawrilowitsch Romanow (* 1938), russisch-sowjetischer Mathematiker
- Wladimir Kirillowitsch Romanow (1917–1992), russischer Adelsnachfahre, Urenkel von Zar Alexander II.
- Wladimir Nikolajewitsch Romanow (* 1947), russisch-litauischer Unternehmer

### X
- Xenija Alexandrowna Romanowa (1875–1960), Großfürstin von Russland
- Xenija Georgijewna Romanowa (1903–1965), russische Adlige, Mitglied des Hauses Romanow-Holstein-Gottorp